# Annales maximi
Annales maximi (łac. największe roczniki) – lista najważniejszych wydarzeń danego roku, spisywana przez przewodniczącego kolegium pontyfików (łac. Pontifex Maximus) od początków rzymskiej państwowości do ok. 130 p.n.e. Chociaż najstarsze zapisy zostały zniszczone w wyniku najazdu Galów na Rzym w 390 p.n.e., to - zgodnie z tradycją - te, które przetrwały, posłużyły tzw. annalistom (m.in. Fabiusz Piktor) do zrekonstruowania najwcześniejszych dziejów miasta.
Według Cycerona, w celu zachowania w powszechnej pamięci ważnych wydarzeń, Pontifex Maximus zapisywał je na pobielonej tablicy (łac. tabula dealbata), po czym wystawiał na widok publiczny. Tradycja ta miała sięgać najstarszych dziejów Rzymu (łac. ab initio rerum Romanorum; De Oratore II.52). Po upływie roku zapis był przenoszony na papirus, drewniane tabliczki pokryte woskiem lub cienkie tablice brązowe. 
Dzięki wypisowi Gelliusza z zaginionej księgi IV Origenes Katona znane są przykłady wydarzeń, które miały szansę znaleźć się w annales. Katon narzekał, że zawierały one głównie informacje o katastrofach, zaćmieniach, zdarzeniach nadprzyrodzonych lub cenach rynkowych ziarna (Attyckie Noce II.28). Wydaje się jednak, że musiały mieć znacznie większą wartość, skoro za pontyfikatu Mucjusza Scewoli (ok. 130 p.n.e.) annales zostały wydane w 80 tomach, co - w połączeniu z rozwojem zawodowego dziejopisarstwa - spowodowało zaniechanie tego obowiązku przez kolejnych wielkich pontyfików.
O rocznikach wspomina również Liwiusz, przyznając jednocześnie, że większość najstarszych zapisów została zniszczona w wyniku pożaru (Ab Urbe condita VI.1), a Plutarch łączy to wydarzenie z najazdem Celtów na Rzym w 390 p.n.e. (Numa I.1). Z tych, które pozostały, korzystali tzw. annaliści, próbujący już w III wieku p.n.e. odtworzyć najdawniejsze dzieje miasta.  Jednak według dzisiejszych historyków dzieła najważniejszego z nich Fabiusza Piktora zawierały dużą dozę twórczości własnej, która przetrwała pośrednio w pracach Liwiusza i Dionizjusza z Halikarnasu. Dlatego też opis początków Rzymu zawarty w ich pracach należy traktować jako legendarny.